# Тайхо (авианосец)
АВ Тайхо  (Жар-птица) ВМС Императорской Японии (яп.  Тайхо кокубокан) — первый АВ Императорской Японии с бронированной полётной палубой. С весны 1944 г. флагман Манёвренного Флота № 1 Императорской Японии, летом 1944 г. уничтожен торпедной атакой ПЛ № 218 Альбакор ВМС США в ходе стратегической Филиппинской оборонительной операции у арх. Марианских островов.

## Проектирование и постройка
По новой редакции Оборонительной доктрины Императорской Японии от 1936 г. параллельно с Планом № 3 военного кораблестроения 1933 г. Главный Штаб (ГлШ) ВМС начал подготовку нового шестилетнего Плана № 4 1939—45 гг, по которому суммарный корабельный состав ВМС к 1945 г. планировался в составе пяти флотов и 37 дивизий:
- 6 линейных
- 6 крейсерских
- 5 авианосных
- 13 дивизий лёгких сил
- 7 дивизий подводных сил

(общее ВИ 1,3 млн т, 12 ед. ЛК, 10 ед. АВ, ед. 28 кр. I р., 13 ед. лидеров, 96 ед. ЭМ и 70 ед. ПЛ). .

#### Аванпроект
Представленный эскизный проект ГУК ВМС представлял авианесущий крейсер с полётной бронепалубой и 6 ед. ГК ПВО калибра 15,5 см. Проект был близок к проекту G9 начала 1930 гг., позднее переработанный в проект Сёкаку. ГУК ВМС считало проект невыполнимым в архитектуре проекта Сёкаку , требуя роста водоизмещения (40 тыс. т) и отмены бюджетных ограничений. При ограничении водоизмещения до 30 тыс. т новое требование включало удержание центральным участком палубы авиабомбы 0,5 т с высоты 0,7 км. В отличие от проектов Сорю-Сёкаку, шахты подъёмников проекта Тайхо вынесены намного ближе к оконечностям, усложняя передвижение боеготовой авиатехники по ангару к подъёмнику.
В 1938 г. ГУК ВМС предложило новый проект с интегрированной в силовую схему бронепалубой, который был внесён в План № 4 ВМС 1939 г. как W102/Тайхо (Тайхогата кокубокан (яп.)). Проект предусматривал бронирование 50% площади полётной палубы плитами меднистой бронестали 6 см между подъёмниками, однако натурные опыты с бомбометанием показали недостаточность такой защиты, и была принята схема бронирования с толщиной плит 3 дм на подложке стали Колвилла 2 см . При этом в связи со значительным утяжелением палубы и уменьшением метацентрической высоты, ширина полосы бронирования между подъёмниками была сокращена до 20 м.
Внутреннее бронирование в районе отсеков ГЭУ по требованиям ГлШ ВМС должно было удовлетворять условиям:
- бронепалуба должна была выдерживать прямое пикирующее попадание авиабомбы 0,8 т с высоты до 3 км
- бронепояс – прямые попадания 6 дм с дистанции до 20 км
- в районе отсеков боезапаса - тех же условиях попадание авиабомбы калибра 1 т и снарядов 8 дм[10].

Проектная толщина бронепалубы – 3,2 см гомогенной　бронестали с медными присадками на подложке 1,6 см судовой стали, бронепояса – 16 см (5,5 см в оконечностях). Толщина  внутренней бронепалубы сокращена в связи с наличием бронированной полётной палубы.

#### Интегрированная надстройка
Впервые в Императорской Японии проект включал интегрированную в надстройку единую трубу дымосброса от четырёх котельных отделений с восемью главными котлами. Основной причиной выбора явилось низкое расположение тяжёлой бронированной палубы, что явилось причиной опасения, что низко расположенные бортовые трубы станут причиной затопления отсеков. Продувка различных вариантов надстройки проводилась в аэротрубе КБ № 1 авиации ВМС (округ ВМС Йокосука). По результатам продувок за оптимальную была принята правобортная надстройка с высотой трубы 17 м и отклонением на 25° от борта. Для практических испытаний две интегрированные надстройки в 1941 г. были впервые смонтированы на перестроенных лайнерах-авианосцах проекта Дзюнъё.

#### Утверждение проекта
Предварительные проработки проекта, позже получившего наименование Тайхо велись в ГлШ ВМС с 1937 г. В ноябре было выдано ТТЗ W02 (W01 – на линкор, W03 – на крейсер), летом 1938 г. шифр был сменен на W102 (27,8 тыс. т). Тактико-технические требования к новым кораблям формировались специалистами Главного штаба ВМС и Техсоветом ВМС в составе ведущих специалистов ГУК ВМС. Эскизный проект разрабатывался проектным отделом управления надводного кораблестроения (4-го) и передавался на рассмотрение административно-планового управления Министерства и планового (2-го) управления ГлШ ВМС, которые могли возвратить его на доработку. Проект утверждался в министерстве после проверки на уровне замминистра и замначальника ГлШ ВМС. и перенаправлялся в ГУК.
Проект прорабатывался в УНК ГУК летом 1938 г., аванпроект для оценки бюджета постройки был утверждён Минфином в составе Плана военного кораблестроения № 4 в конце сентября 1938 г. По документации проект имел 
- ВИ 28.5 тыс. т
- ход 35 уз.
- вооружение: ГК ПВО 4 дм (10 см) 6 ед. + МЗА 1 дм 16 ед.
- авиаБЧ: 96 экипажей
- ТЭЧ: 30 самолётокомплектов

После рассмотрения Минфином проект был представлен депутатам 74-го созыва в составе Плана военного кораблестроения № 4. Корпус № 130 Плана № 4 (30,5 тыс. т) уже имел ход 33 уз., дальность 10 тыс. миль, вооружение 6 ед. ГК и 52 ед. авиации. В конце 1938 г. премьер Ф. Коноэ ушёл в отставку и шестилетний План № 4  был принят весной 1939 г. при председательстве К. Хиранумы. К концу 1939 г. общий вид проекта серьёзно отличался от заявленных Минфину и парламенту.
Историк ВМС С. Фукуи приводит следующие характеристики авпнпроекта 1939 г.: 
- ВИ 33,6 тыс. т
- длина 250 м, ширина 27,7 м, осадка 9.6 м
- ход 33,4 уз., дальность 10 тыс. миль
- ГЭУ 160 тыс. л.с.
- вооружение: ГК ПВО 4 дм (10 см) 12 ед., МЗА 1 дм 24 ед.
- авиаБЧ: ИАЭ, ЛБАЭ и ТАЭ по две роты (с палубной парковкой одной усиленной ударной роты).
- ТЭЧ: по три самолётокомплекта ИА и пикировщиков + самолётокомплект торпедоносца.

При сходстве с проектом 1938 г. по водоизмещению, размерениям, ГЭУ и вооружению, проект 1939 г. имел открытый полубак и интегрированную надстройку. При постройке полубак был заменён закрытым,включённым с силовую структуру корпуса (единственный авианосный проект Императорской Японии, получивший  штормовой нос). Вертикальный дымосброс был заменен наклонным (единая труба отклонена на 25° в сторону борта).
Ведущим конструктором W102 в УНК ГУК стал разработчик всех авианосных проектов 1930 гг. инженер-капитан 2 ранга С. Инагава. Документация была утверждена проектным отделом УНК (капитан 1 ранга М. Ягасаки) и руководством ГУК (контр-адмирал С. Кувабара, заместитель контр-адмирал К. Фукуда) 

#### Постройка
В конце 1939 г. УНК ГУК начало передачу рабочей документации в КБ завода Кавасаки-Кобэ. Заводской опыт постройки авианосцев включал перестройку АВ Кага (1924 г.), постройку АВ Дзуйкаку (1939 г.) и океанского лайнера Идзумо двойного назначения (с 1941 г. проходил переоборудование в АВ Хиё). Все авианесущие  корпуса завода строились поочерёдно на стапеле № 4 (Дзуйкаку-Хиё-Тайхо). Планом предусматривалась сдача корпуса ВМС в 1943 г., но по воспоминаниям сотрудника КБ завода Кавасаки (К. Такаги) КБ получало из ГУК исключительно эскизы, которые некоторые необходимо было перерисовывать и масштабировать в 20-25 раз (более полугода работ), в связи с чем киль был заложен к лету 1941 г. (с трёхмесячным опозданием), срок сдачи был перенесён на лето 1944 г.
Киль проекта W102 (строевой № 130, заводской № 670)  заложен летом 1941 г. после перестройки и сдачи АВ Хиё. Военпред на заводе Кавасаки-Кобэ (лейтенант ВМС Т. Ёсида) вспоминал, что с началом войны стапель № 4 перешёл на круглосуточный режим работы. Весной 1943 г. корабль зачислен в списки ВМС Императорской Японии под наименованием Жар-птица  (яп.  Тайхо) одновременно с ЭМ Фудзинами-Симоцуки (корпуса № 11 и № 7 серий Югумо-Акидзуки). На спуске корабля 5.3.1943 г. присутствовал младший брат Императора и старший офицер ГлШ ВМС принц Нобухито (Такамацу)..
В ходе годовой достройки в доке завода летом 1943 г. был назначен командир достроечного экипажа (капитан 1 ранга М. Сумикава, ранее командир АВ Хиё), с 1944 г. - Т. Кикути (ранее ком. авиаБЧ Кага и командир АВ Дзуйкаку). Для установки вооружения и полётного оборудования в феврале 1944 г. корабль был отбуксирован в округ Курэ (док № 4), на стапель  №4 завода Кавасаки-Кобэ далее встал на переоборудование гражданский лайнер Идзумо.
Весной 1944 г. корабль был по плану передан в состав ДАВ № 1 Флота № 3 ВМС с постоянной припиской к северному округу ВМС Майдзуру. На корабле также постоянно находилась сдаточная бригада завода Кавасаки-Кобэ, большинство личного состава составили курсанты учебного отряда округа Майдзуру. Для ускорения ввода в строй на корабль была переведена часть комсостава и экипажа  с АВ Дзуйкаку.

## Конструкция

### Корпус
Гладкопалубный АВ на основе предыдущего проекта Сёкаку с интегрированной надстройкой проекта Дзюнъё и котлотурбинной ГЭУ высокой мощности. Конструктивные отличия включают бронирование полётной палубы и интегрированную с системой дымосброса надстройку.
Основной конструкционный материал — кремнемарганцовая сталь Колвилла (высокопрочная, 0,3 % углерода, 1,5 % марганца) стандарта 1925 г. Обшивка из того же материала выполняет роль противоосколочного бронирования (пояс-ангары-днище, 1,8-4-5 см). />. Для избежания повышения центра масс корабля и уменьшения метацентрической высоты в связи с установкой верхней полетной бронепалубы, корпус имеет на одну внутреннюю палубу меньше и меньший внутренний объем, чем АВ проекта Сёкаку. Общая длина корпуса близка к проекту Сёкаку, но высота полетной палубы от поверхности воды ближе к АВ Хирю (12.4 м с половинными запасами, 12 м в полном грузу).
Ангары авиации двухуровневые, как на всех авианесущих проектах 1930 гг., однако в связи с площадью бронирования, и нехваткой жилого пространства на галереях вокруг ангаров авиации из-за отсутствия одной внутренней палубы, площадь ангаров ощутимо менее площади проекта Сёкаку. При недостатках тесноты и плотной парковки авиатехники, взрывобезопасность ангарного пространства (как и на проекте Сёкаку) обеспечивается вышибными бортовыми плитами для сброса ударной волны в случае попадания в ангары авиабомбы с пикирования Для улучшения мореходности и всхождения волну, как проект Сёкаку и другие проекты Плана №4 военного кораблестроения 1939 г. (ЛК Ямато-Мусаси), проект Тайхо имеет носовой бульб, не выходящий за обрез носовой оконечности..

### Бронирование
Палубное и поясное бронирование центральной части (отсеки ГЭУ) и оконечностей (боезапас/бензоцистерны) включает: 
- бронепояс – бронесталь с медными присадками (центр. часть-оконечности 5,5-16 см)
- бронепалуба - бронесталь с медными присадками на подложке из стали Колвилла (3,2 см + 1 дм).

В бронировании используется гомогенная хромоникелевая бронесталь Виккерс с медными присадками (до 1,3 % хрома и меди, до 3 % никеля и до 0,5 % углерода). С 1930 гг. медные присадки применялись в хромоникелевой броне Виккерс для толщин до 3 дм с целью удешевления строительства.

#### Летная бронепалуба
Относительная слабость внутренней бронепалубы на проекте Тайхо компенсировалась наличием полетной бронепалубы.
Бронирование полётной палубы включает: 
- участки между подъёмниками - бронесталь с медными присадками на подложке из кремнемарганцовой стали Колвилла (3 дм + 2 см)[3].

- полубронированные платформы подъёмников - 2 дм стали Колвилла

#### Средняя бронепалуба
Первоначальный проект предусматривал среднюю бронепалубу меднистой бронестали ВМС (гомогенная хромоникелевая бронесталь Виккерс с медными присадками) толщиной 3,3 см на подложке из судовой стали толщиной 1,6 см и главный бронепояс толщиной 5,5-16 см из того же конструкционного материала. По проекту средняя бронепалуба в центральной части должна была обеспечивать защиту от попаданий:
- авиабомб калибра 800 кг с высоты 3 км
- артиллерийских снарядов 6 дм (ГК эсминцев) с дистанции до 20 км[27]

в оконечностях над отсеками боезапаса и пороховых зарядов от попаданий:
- авиабомб калибра 1 т с высоты 3 км
- артиллерийских снарядов 8 дм (ГК крейсеров) с дистанции до 20 км[27][28][29].

В центральной части расположены ангары меньшего (чем на проектах Сорю-Хирю-Сёкаку) объёма с бортовыми панелями вышибной конструкции (для предотвращения объёмного взрыва). Ниже уровня ангаров находятся прикрытые бронекоробом из бронепояса, бронепалуб и тройного днища отсеки паропроизводительной и турбинной установки, в трюмах оконечностей - отсеки артиллерийского и авиационного боезапаса и мазутные цистерны. Бронезащиту имеют также румпельные отделения и отделения рулевых машин, толщина неизвестна..
Конструктивная подводная защита предусматривает защиту корпуса от взрыва торпедной БЧ до 0,4 т, что обеспечивается пятислойным полуброневым бортом с мазутными цистернами, побортными пустыми герметичными отсеками в промежутках и тройным днищем (впервые на кораблях I ранга ВМС). При этом к 1944 г. ВМС США получили на вооружение новейшую торпеду Мк. 13 с БЧ из бризантного торпекса (ТНТ + гексоген 82%, алюминий 18%, более 0,4 т в тротиловом эквиваленте).

#### Противопожарная защита
Для обеспечения работы ТЭЧ бензохранилища и бензопроводы, бензоколонки и пункты подвески вооружения расположены в верхнем ангаре ударной авиации с принудительной вентиляцией, но несмотря на меры безопасности, угроза объёмного взрыва в замкнутом помещении была значительна. С 1943 г. заправка авиасредств и подвеска вооружения частично производились на палубе, откуда в случае пожара аварийные ЛА могли быть сброшены за борт. Верхние ангары ударной авиации имеют пенную автосистему пожаротушения (100 л/мин.), ангар ИАЭ — углекислотную с заполнением газом на 18 % объёма. Все ангары имеют металлические автожалюзи на 7 отсеков на высоту ангара, бронепосты пожаротушения с пультом внутрикорабельной связи, управления жалюзи и системой пенотушения.

### Окраска
Корабль окрашен по строевой схеме ВМС. Борт, надстройки, металл палуб, артбатареи окрашены шаровой краской ( (яп.  гункан иро)). Подводная часть тёмно-красная, ватерлиния и трубы дымосброса чёрные. МЗА, чехлы и тиковый настил не окрашены. Над форштевнем золотая хризантема Императорской династии, по бортам кормовой оконечности белой краской наименование корабля . Знаки национального авиаопознавания представляют красный круг на белом фоне в носовой части и начальную букву названия в левой кормовой части палубы.

## Энергетическая установка
Котлотурбинная установка четырёхвальная общей мощностью 160 тыс. л. с., при подъёме авиации обеспечивает проектный ход до 33 уз. Конструктивно КТУ корабля в целом идентична проекту Сёкаку. Полный запас корабельного мазута 5,7 тыс. тонн, проектная дальность плавания — 8 тыс. миль (18 уз.).

### Турбинная установка
Четыре турбинных группы ГУК ВМС 1924 г. номинальной мощностью до 160 тыс. л. с. расположены в четырёх водонепроницаемых отсеках с продольными и поперечными переборками. Турбинная группа проекта ГУК ВМС спроектирована на базе высокооборотной турбины Кёртиса 1915 г. Носовая пара групп вращает внешнюю пару гребных валов, кормовая — внутреннюю.
Турбинная группа импульсная тройного расширения (длина 5 м):
- цилиндр высокого давления (ЦВД)- высокооборотная однопоточная турбина, скорость вращения ротора до 2,3 тыс. об/мин
- цилиндр среднего давления (ЦСД) - высокооборотная двухпоточная турбина, скорость вращения ротора до 2,3 тыс. об/мин
- цилиндр низкого давления (ЦНД) - высокооборотная двухпоточная турбина, скорость вращения ротора до 1,8 тыс. об/мин

Для большей надежности все группы имеют активные роторы (при меньшей экономичности по пару). Роторы литой стали с коваными лопатками из нержавеющей стали № 2 ВМС  (яп.  кайгун оцу тэппан). На гребной вал (300 об/мин полным ходом 34 уз.) момент от ЦВД-ЦСД-ЦНД передается через главный редуктор (геликоидная одноступенчатая шестерня с передаточными числами 9,24-9,40). Реверс и экономход (10 тыс. л. при 7,9 тыс. об/мин) обеспечиваются работой ЦНД (по четыре реверсных/крейсерских колеса) через редуктор экономхода (передаточные числа 4,11-8,25). Циркуляционные, конденсатные и масляные насосы дублированные c турбоприводом.

### Паропроизводительная установка
Главный паровой котёл ГУК-2 проекта ГУК ВМС 1914 г. для тяжёлых кораблей  (яп.  Кампонсики рогата дзёкикан). Котёл ГУК-2 нефтяной пятифорсуночный, водотрубный, треугольного типа с габаритами 3,5 х 4,3×3,8 м. Конструкция котла в основном соответствует треугольному котлу Ярроу 1887 г. Котёл имеет 
- поверхность нагрева 1250 кв. м. (5 тыс. водогрейных трубок)
- пароколлектор диаметром 1,2 м
- два водяных коллектора диаметром 0,6 м
- пароперегреватель (300 кв. м).

Максимальная паропроизводительность котла ГУК-2 103 т/час перегретого пара (30 атм при 350 °C). Котлы расположены в автономных водонепроницаемых отсеках с двойным комплектом питательных и нефтяных турбонасосов, турбовентиляторов и теплообменников. Дистиллированная вода от котельных испарителей подаётся принудительно при температуре свыше 100 °С, турбоприводы водяных насосов и вентиляторов работают на мятом паре, который далее собирается в четырёх однопоточных холодильниках общей площадью 5,5 тыс. кв. м (по одному на турбинную группу). Полный запас корабельного мазута 5 тыс. тонн, проектная дальность плавания почти 10 тыс. миль (18 уз.).

#### Главный редуктор
Главный редуктор ГУК ВМС на базе лицензионного редуктора Вестингауз 1921 г. Низкооборотная (300 об./мин) центральная шестерня гребного вала с геликоидным зацеплением приводится от трёх ведущих высокооборотных (до 3 тыс. об./мин) шестерней. Передаточные числа на гребном валу для полного хода 6,74-7,68, для экономхода 4,11-8,25.

#### Винто-рулевая группа
Корабль несёт 4 ед. трёхлопастных гребных винтов марганцевистой стали диаметром и шагом 4,3 м с максимальным рабочим числом оборотов до 300 об./мин. Идентичная проекту Ямато рулевая группа расположена за винтовой и включает установленные последовательно вспомогательный (12 м²) и главный (34 м²) балансирные рули.

## КП корабля
В отличие от башенных КП довоенных проектов Хирю-Сёкаку, на АВ ТАйхо применена островная надстройка, интегрированная с вертикальной трубой дымосброса (отработана на мобилизационном проекте Дзюнъё). Надстройка четырёхпалубная правого борта, на надстроечных палубах находятся следующие помещения и посты (сверху вниз):
- Открытая палуба ВНОС: оперативный центр ПВО, РЛС-2 носового обзора, окуляры ВНОС с сидениями вахтенных, треногая радиомачта. В кормовой части левого борта антенна радиопривода и боевой прожектор левого борта (0,6 м).
- Верхняя штурманская палуба: в носу остеклённый ходовой центр штурманской БЧ (рулевые посты и магнитный компас МК-93), прожекторная, пост управления полётами авиаБЧ, побортные окуляры надводной обстановки. В корме интегрированная труба дымосброса.
- Нижняя штурманская палуба: оперативный центр штурманской БЧ, радиопост и пост систем радиопривода авиации. В кормовой части открытый пост ВНОС № 1, побортные окуляры наведения боевых прожекторов, дальномерный пост штурманской БЧ (ДМ-96 1,5 м), боевой прожектор правого борта (0,6 м).
- Штабная палуба : пост систем радиопривода авиации, оперативный центр авиаБЧ, салоны комдива, начштаба, командира и ком. штурманской БЧ. Вне надстройки в носовой части КДП-94 ГК правого борта, антенна радиопривода и дальномерный пост штурманской БЧ (ДМ-96 1,5 м), в кормовой - РЛС-2 кормового обзора и побортные окуляры наведения боевых прожекторов.
- Полётная палуба: пост систем радиопривода авиации, помещение дежурной смены авиаБЧ, гидрометпост

## Обеспечение полётов

### Полётная палуба
Для обеспечения взлёта-посадки (авиаБЧ) и обслуживания авиации (ТЭЧ) полётная палуба имеет:
- самолётоподъёмники
- аэрофинишёры
- аварийные барьеры
- разметку и указатели ветра
- посадочную светотехнику: прожектора, продольную и поперечную ночную подсветку, кормовую систему оптического привода
- техплощадки и заправочные колонки
- противопожарное оборудование
- ветрозащитные щиты
- релинги и спасательные сети

В отличие от предыдущих проектов, покрытие палубы планировалось из натурального каучука, однако многие источники (как и на следующем проекте G15/Тайхо-М)} отмечают стандартное деревянное тиковое покрытие (толщина деревянного настила 4,5 см). Каучуковое покрытие впервые отражено в изготовленной заводом Кавасаки послевоенной модели корабля. Кормовой свес имеет продольную предупредительную разметку из красно-белых полос и начальную букву наименования с левого борта (для идентификации с воздуха). Как на большинстве АВ Императорской Японии, в носовой части и середине палубы находятся паровые указатели ветра в виде лучей, над которыми подаётся струя отведенного котельного пара.

### Ангары авиации
Основное пространство корпуса на бронепалубой занимают два двухуровневых закрытых ангара высотой до 5 м:
- верхний ударной авиации (носовой пикировочный/кормовой торпедоносный) со средствами обслуживания и подвески авиаторпед в кормовой части
- нижний истребительной авиации

Верхний ангар ТАЭ/ЛБАЭ занимает корпусное пространство от якорных клюзов до шахты кормового подъёмника, кормовую часть ангара занимают служебные и ремонтные зоны общекорабельной ТЭЧ. В кормовой оконечности за ангарами (под полётной палубой) расположена открытая площадка хранения гребных средств (катера и шлюпки).

### Палубные подъемники авиации
Для подъёма самолётов из обоих ярусов на полетную палубу используются два подъёмника авиации  (яп.  Хитатисики кансэнъё сёкоки) разработки и производства электромеханического завода Хитачи-Камэидо (г. Токио). В отличие от проектов 1930 гг. с небронированной полетной палубой ферменной конструкции, для сокращения небронированных участков и сохранения конструкционной площади полетной палубы корабль имеет два палубных подъемника авиации (по три подъемника на довоенных проектах).
Подъёмники балансирно-тросовые, лебёдки барабанные с редукторным электроприводом от трюмного электродвигателя:
- носовой для уборки севших ЛА
- кормовой

Палубный подъемник Хитачи для АВ Тайхо имеет собственные характеристики: 
- масса подъемника 250 т
- масса бронированной платформы до 100 т
- система регулировки скорости Вард-Леонарда
- система звукового предупреждения о ходе подъемника

и эксплуатационные характеристики: 
- грузоподъемность платформы до 7,5 т
- размеры платформ 14 х 12,5 м/14 х 14 м (носовая/кормовая).
- вертикальная скорость платформы до 1 м/сек.
- время подъёма с нижнего яруса ангара до полетной палубы 15 сек

Платформы подъемников прямоугольные со скруглёнными краями. Вырезы шахт на полетной палубе (для безопасности палубных команд и личного состава) по всему периметру имеют складываемые на время полетных операций и морских переходов релинги-поручни. 
Шахты самолётоподъёмников имеют внутренние стойки-направляющие для платформ. На уровне ангаров шахты снабжены стальными огнезащитными шторами с электроприводом. Обе платформы перемещаются по шахте вертикально с приводом от навитых на два трюмных барабана восьми тросов. Трюмные барабаны приводятся в движение трюмными электродвигателями на дне шахты. При движении платформы противовесы проходят по левому борту шахты между направляющими, для фиксации платформ в верхней положении имеются платформенные стопора.
Несмотря на рост массы платформы до 100 т, электродвигатели обеспечивают вертикальную скорость бронеплатформы до 50 м/мин. Подъём из нижнего ангара ИАЭ на полётную палубу занимает не более 15 сек. Полный цикл работы ангарной группы от закатки ЛА на платформу подъёмника до выкатки на полётную палубу 40 сек. За график подъёма ЛА из ангаров и готовность групп к взлёту отвечает один офицер палубного расчёта.

### Посадочное оборудование

#### Аэрофинишёры
Для укороченной посадки всех типов авиатехники корабль имеет 14 ед. полиспастно-гидравлических аэрофинишёров АФ-3 разработки авиационного КБ ВМС:
- кормовая группа для штатной посадки с кормы корабля (10 ед. аэрофинишёров АФ-3)
- носовая группа для аварийной/боевой посадки с носа корабля (4 ед. аэрофинишёров АФ-3)

Основу аэрофинишёра составляет плунжерный тормоз, соединённый канатом через полиспаст и систему демпферов. Зацепленные гаком тросы финишера (3 ед. 1,6 см) тормозятся энергией дросселирования вытесняемой из цилиндра жидкости через регулируемый дроссель. На большинстве довоенных проектов АВ устанавливались электромагнитные индукционные аэрофинишёры Курэ-4 цеха авиаоборудования округа Курэ. Проект Тайхо первым получил строенный полиспастно-гидравлический АФ-3 1943 г. (на основе опытного аэрофинишёра АвиаКБ-3 1938 г., останавливающее усилие до 6 т).
Трёхтросовый полиспастно-гидравлический аэрофинишёр АФ-3 обеспечивает укороченную посадку ЛА при следующих условиях:
- масса ЛА до 6 т
- отрицательная перегрузка до 2G
- посадочная скорость до 30 м/с
- смещение при удержании ЛА до 40 м
- время полного натяга после посадки 7 сек.

Расположение финишеров обеспечивает приём ЛА с обеих оконечностей. 8 ед. кормовых и 6 ед. носовых смонтированы поперечно между подъёмниками (от кормового обреза кормового и до кормового обреза носового за ветрозащитным щитом). Натяг троса после посадки ЛА  обеспечивается гидросистемой корабля. Тросы контролируются с побортных техплощадок ТЭЧ, при приёме ЛА тросы электроприводами поднимаются на высоту 35 см над палубой.

#### Аварийные барьеры
На уровне КП (10 м в нос от кормового подъёмника) смонтированы побортные стойки аварийного барьера Курэ-3.  Барьер в виде улавливающей тросовой сети с гидроцилиндрами торможения поднимается в вертикальное положение в режиме приёма авиации (одновременно с тросами аэрофинишёра). При удержании аварийного ЛА тросовая сеть барьера смещается в нос на 12 м. Возврат барьера в рабочее положение производится гидросистемой корабля.

### Взлетно-посадочные операции
Командир авиаБЧ с двумя специалистами руководит воздушным движением с крыши КП. За подъем авиации из ангаров отвечает офицер палубного расчета ТЭЧ. Взлет разрешается флаговым семафором авиаБЧ для поочередного старта (интервал 20 сек., до трех ЛА в минуту) до запрещающей отмашки.
При стандартной процедуре посадки подлетающее звено на крейсерской скорости дважды облетает корабль против часовой стрелки, после чего разбивается на отдельные экипажи. Для приема ЛА расчет авиаБЧ выдает световой сигнал с мостика, палубная команда готовится к приему. Экипаж облетает корабль в том же направлении для установления курса и скорости принимающего корабля и подтверждения возможности приема, а также наличия эсминца ПСС в кильватере корабля. На третьем кругу экипаж снижает скорость и окончательно подтверждает курс и скорость корабля и эсминца ПСС.
Заходя на четвертый посадочный круг, экипаж снижает высоту и заходит в заднюю полусферу корабля над эсминцем ПСС. Выпустив шасси и посадочный гак, открыв фонарь кабины и отрегулировав кресло на высокую посадку, снижает скорость до посадочной (100 уз., 185 км/ч). На удалении 0,8 км летчик делает заход с кормы на высоте до 200 м, ориентируя машину по кормовым огням оптического привода. На заходе летчик может получить световой запрет на посадку в случае аварийной ситуации.
Учёт ветра и бокового сноса ведется по указанию парового маркера кормовой части. В темное время ориентировку обеспечивают посадочные огни по ДП и кромкам палубы.

## Авиационное вооружение

#### Авиационная БЧ
Из-за малой ширины забронированной части полётной палубы сокращена площадь верхнего яруса ангаров (по сравнению с проектом Сёкаку). Габариты и снаряжённая масса корабельной авиации третьего поколения (истребители Ураган и пикировщики Комета) не позволили получить авиаБЧ равной с проектом Сёкаку численности (не более 60 машин). По проекту авиаБЧ включала три эскадрильи видов авиации (ИА, ударная, разведывательная) в составе пяти усиленных рот авиации (61 экипаж с машинами). Число запасных машин в ТЭЧ включал один самолётокомплект.
- Истребительная эскадрилья: 2 усиленных роты (24 ед. ТТЗ № 17 ВМС (Ураган))
- Легкобомбардировочная эскадрилья: 2 усиленных роты (23 ед. ТТЗ № 16 ВМС (Комета))
- Разведывательная эскадрилья: усиленная рота (12 ед. ТТЗ № 17 ВМС (Заря))

В ходе реализации оперативного плана А (Марианская оборонительная операция) авиаБЧ имела три эскадрильи видов авиации (ИАЭ, ЛБАЭ и ТАЭ, шесть рот, 54 экипажа) и внештатную тройку авиаразведчиков..
|                          | ИАЭ                         | ЛБАЭ                                 | ТАЭ         | РАЭ                    | АвиаБЧ             |
| ------------------------ | --------------------------- | ------------------------------------ | ----------- | ---------------------- | ------------------ |
| Проект                   |                             |                                      | нет         |                        |                    |
| Проект                   | 2 ус.роты (24 ед. Ураганов) | 2 ус.роты (23 ед. Комет)             | нет         | 1 ус.рота(12 ед. Заря) | 5 ус. рот (59 ед.) |
| Лето 1944 г.             |                             |                                      |             |                        |                    |
| 2 роты (19 ед. И-0/ИБ-0) | 2 роты (18 ед. Комет)       | 2 роты (14 ед. Тяньшаней 3 ед. Т-97) | (3 ед. Р-2) | 6 рот (62 ед.)         |                    |

#### САП № 601 ВМС
АвиаБЧ ДАВ № 1 (Тайхо-Сёкаку-Дзуйкаку) сводились в смешанный авиаполк (САП) № 601 ВМС (208 машин (авиаБЧ Тайхо 54 машины, авиаБЧ Сёкаку-Дзуйкаку по 77 машин):
- ИАЭ десятиротного состава (78 ИБ-0 и 11 И-0)
- ЛБАЭ шестиротного состава (53 пикировщика Комета)
- ТАЭ пятиротного состава (37 торпедоносцев Тяньшань + 7 ЛБ-99）
- РАЭ трёхротного состава (17 разведчиков Р-2 + пятёрка разведчиков Тяньшань с РЛС)

Командиром САП № 601 ВМС был ком. авиаБЧ Тайхо (капитан 2 ранга Т. Ириса).

#### Подвесное вооружение
Запасы подвесного авиавооружения корабельных ТЭЧ включают
- ТЭЧ ТАЭ

- 48 авиаторпед Т-91М (18 дм/800 кг) (2 вылета)
- 72 ед. противокорабельных БРАБ-99 (оперённый бронебойный снаряд 16 дм/800 кг) (3 вылета)
- 72 ед. ОФАБ-500 (3 вылета)

- ТЭЧ ЛБАЭ

- 144 ед. ОФАБ-250 (6 вылетов)
- 144 ед. ОФАБ-60.  (3 вылета)

#### Авиатопливо
Бортовой объём авиабензина 1 тыс. т обеспечивает до тысячи самолёто-вылетов и в два раза превышает бензозапас проекта Дзуйкаку (0,5 тыс. т). Увеличение корабельных запасов авиатоплива связано с ростом массы и ёмкости баков на новых машинах Ураган, Метеор и Заря  (яп.  Рэппу, Рюсэй, Сайун) (до 900 л, когда у И-0 и ЛБ-99 не более 500 л).. Для увеличения числа вылетов в ходе боевых действий лета 1944 г. в топливных выгородках ТЭЧ был размещён дополнительный бензозапас в металлических бочках (в оконечностях в районе подъёмников, ниже ГВЛ).

## Артиллерийское вооружение

### Система наведения
Группа наведения дивизиона универсального калибра обслуживает две побортных СУО-94 ПВО, включающей командно-дальномерный пост КДП-94 и зенитный автомат стрельбы ЗАС-94  (яп.  Кюёнсики косяки/Кюёнсики кося сягэкибан). Во вращающейся бронированной башне КДП-94 ПВО с круговым обзором размещён гиростабилизированный визир центральной наводки ВМЦ-94 ПВО и морской стереодальномер ДМ-94 (база 4,5 м)  (яп.  Кюёнсики кося хоисёдзюн соти/Кюёнсики соккёги). Расчёт и передача стрельбовых данных и полных углов наводки на сопровождаемые воздушные цели производится ЗАС-94. На дистанции до 120 каб. (22,2 км) КДП-94 и ЗАС-94 обеспечивают визуальное сопровождение и выработку стрельбовых данных для эффективной завесной стрельбы одной или несколькими спаренными батареями АК-98 по групповой воздушной цели со скоростью до 500 км/ч.
Основные технические характеристики корабельной СУО-94 ПВО 1934 г.:
Габариты и масса: 
- КДП-94 - диам. башни 5 м, диам. Х высота визира 1,8 Х 1.6 м, масса 3.5 т
- ЗАС-94 - длина Х ширина Х высота 1.5 Х 0.6 Х 0.9 м, масса 1,25 т

Основные технические характеристики КДП-94 
- время сопровождения: 20 сек.
- зона сопровождения: дальность 1.5-20 км/угол -15°-105°/азимут ±220°/
- скорость приводов: азимутальный16°/ сек. вертикальный 8°/ сек.
- точность замеров: до 12 мин. азимут/вертикаль
- точность установки взрывателя 0.02 сек.

Основные технические характеристики ЗАС-94: 
- время расчёта: до 20 сек.
- Угол наведения батареи ±45°
- Вертикальный угол орудия ±30°
- установка взрывателя 1-43 сек.

Вводимые данные ЗАС-94: 
- от КДП

- вертикальный угол -10°/+105°
- азимут ±220°
- данные креномера: дифферент ±10°/крен±15°

- Ввод расчётом ЗАС

- высота цели 0-10 км
- дистанция стрельбы 0,7-12,5 км
- скорость цели до 500 уз.

- Ручные поправки

- азимутальная/вертикальная ±200 м
- дистанции ±3 км
- упреждения ±3 км
- установки взрывателя  ±10 сек.

Группа наведения дивизиона МЗА обслуживает 4 ед. батарейных зенитных автоматических прицелов ЗАП-95  (яп.  Кюгосики кидзю косясоти) (две батареи на борт). Наведение батарей производится силовыми синхропередачами постоянного тока с повторением угла наведения и вертикального угла батарейного визира. На дистанции до 5,5 км ЗАП-95 обеспечивает визуальное сопровождение и эффективный огонь батареи МЗА (до 6 ед. АК-96) по воздушной цели со скоростью до 500 км/ч.

#### Арткомплексы ПВО и МЗА
Дивизион ПВО обслуживает шесть спаренных башенных АУ универсального морского арткомплекса АК-98 (12 ед. стволов  4 дм). АК-98 с начальной скоростью до 1 км/сек. ведёт огонь фугасными и осколочно-фугасными снарядами раздельного заряжания массой 13 кг с дистанционным взрывателем. Установка дистанционного воздушного взрывателя ведётся по указаниям ЦАП на основании данных ЗАС-94.
- Основные данные АК-98

- калибр 4 дм (10 см)
- расчёт 11 чел.
- техническая скорострельность до 21 выстрелов/мин.
- боезапас 300 выстрелов на ствол.
- дальность стрельбы 105,3 каб. (19,5 км)
- эффективная досягаемость по высоте 9,5 км (угол возвышения 45°)
- дальность полёта снаряда 13 км.

Дивизион МЗА обслуживает четыре батареи МЗА (8 ед. строенных АК-96 (Гочкисс), 24 ствола 1 дм). Орудие ведёт огонь унитарными фугасными и осколочно-фугасными патронами 1 дм/2,5 кг. Батарейная наводка АК-96 силовыми синхропередачами постоянного тока от батарейных визиров МЗА ВМЦ-95.
- Основные данные АК-96

- калибр 1 дм (2,5 см)
- начальная скорость 900 м/с
- техническая скорострельность до 120 выстрелов/мин. (обойма 15 патронов).
- эффективная досягаемость по высоте 5,5 км (при угле возвышения 85°)
- дальность полёта снаряда до 7,5 км.

До 1944 г. добавлены 4 ед. строенных и 12 ед. одинарных станков (36  стволов). В 1944 г. перед оборонительной операцией у арх. Марианских островов МЗА усилена 16 ед. строенных и 12 ед. съёмных одинарных станков (48 стволов). Стационарные станки прикрывают кормовую оконечность и КП, переносные – КП, правый борт в районе прожекторного гнезда и стартерной техплощадки. К концу 1944 г. численность АК-96 достигла 51 ед.

## История службы

#### Боевая подготовка
В конце марта 1944 г. корабль c охранением (ЭМ Хацудзуки-Вакацуки) вышел из округа Курэ в пункт базирования Манёвренного Флота № 1 п. Сингапур </ref>. Кроме техники авиаБЧ (И-0, пикировщики Комета, торпедоносцы Тяньшань), корабль имел на борту самолёты оперативно-тактической разведки (разведчики Луна, гидроразведчики и корректировщики КОР-0) и перебрасываемые в Индонезию подразделения Сухопутных войск. На подходе к п. Сингапур корабль имел на борту пожар распределительных щитов и поломку электроприводов рулевой группы. 5.4.1944 г. корабль прибыл в п. Сингапур, где передал на берег часть авиатехники и личный состав Сухопутных войск, после чего к 9.4.1944 г. встал на стоянку на севере от п. Сингапур (арх. Линга), где дислоцировалась ДАВ № 1 ВМС (АВ Сёкаку-Дзуйкаку) под охранением ДЭМ № 10. С 15.4.1944 г. корабль назначен флагманом Манёвренного Флота № 1 ВМС (комфлотом вице-адмирал Д. Одзава).
К первой декаде мая авиаБЧ Тайхо была полностью укомплектована авиатехникой. 11.5.1944 г. корабль вышел с арх. Линга на арх Ю. Филиппин (море Сулавеси, арх. Сулу, о. Тавитави)) на соединение с подходящими из метрополии. ДАВ № 2 (АВ Дзюнъё-Хиё-Рюхо) и № 3 (ПБ Титосэ-Тиёда-Дзуйхо). 14.5.1944 г. корабль прибыл на арх. Сулу (о. Тавитави) . В районе м. Сулавеси активно действовали подводные силы противника, от которых ранее была потеряна значительная часть лёгких сил (ЭМ Таникадзэ-Кадзагумо-Инадзума, Минадзуки-Хаянами. Кроме угрозы от подводных сил противника, на о. Тавитави) не имелось береговых аэродромов, что затрудняло слаживание и боевую подготовку авиации.
13.6.1944 г. ДАВ № 1 ушла с арх. Ю. Филиппин на его центральную часть (о. Гимарас), где имелось достаточное число береговых аэродромов для базирования авиации.. На переходе при повторной посадке на втором круге потерпел аварию разведчик ПЛО Тяньшань, который врезался в запаркованную на палубе роту ЛБАЭ. От взрыва погибли семеро членов ТЭЧ и один лётчик. Были потеряны по паре И-0 и ЛБ-99, Тяньшань и ЛБ-99 получили повреждения. Аварию наблюдали на кораблях ДАВ № 1 и ордера охранения, что вызвало среди личного состава большое беспокойство относительно боеготовности флагмана.

### Филиппинская оборонительная операция
В это же время (в связи с высадкой противника на о. Сайпан) для обороны арх. Филиппин Ставкой было принято решение о реализации стратегической оборонительной операции  в районе арх. Марианских островов (оперативный план А) . 14.6.1944 г. корабль прибыл на о. Гимарас для пополнения запасов, откуда через день без проведения боевой подготовки срочно вновь вышел в южном направлении (к арх. Марианских островов), где 18.6.1944 г. назначен флагманом корабельной группировки № 1 МФл №1ВМС  (яп.  Дайити кидокантай Ко бутай)
Группировка № 1 МФл № 1 ВМС
- ДАВ № 1 ВМС（в подчинении Комфлотом）
  - АВ Тайхо-Сёкаку-Дзуйкаку
- ДКР № 5 ВМС （контр-адмирал С. Хасимото）
  -  кр. I р. Мёко-Хагуро
- ДЭМ № 10 ВМС (контр-адмирал С. Кимура)
  - лидер Яхаги
  - x дэм (ЭМ Асагумо)
  - xvii дэм (ЭМ Исокадзэ-Уракадзэ)
  -  lxi дэм (ЭМ Акидзуки-Хацудзуки-Вакацуки-Симоцуки[67]

По оперативному плану крейсерские силы были распределены в непосредственное охранение кораблей ДАВ № 1 (АВ Тайхо-кр. I р. Хагуро, АВ Сёкаку-кр. I р. Мёко, АВ Дзуйкаку-лидер Яхаги) . Во второй половине дня 18.6.1944 г. Р-2 РАЭ Тайхо обнаружил в море силы ОМГ ВМС США, и группировка выдвинулась вперёд, оказавшись в зоне действия подводных сил противника. Штаб группировки потребовал поднятия в воздух всех наличных ударных сил ДАВ № 1, однако от плана удара по противнику пришлось отказаться в связи со сложностью ночного поиска в море и высокой рискованности массовых ночных посадок при возврате ударных групп на корабли. Группировка продолжала ночное продвижение на зюйд, находясь в крайне рискованной с точки зрения ПЛО зоне. По воспоминаниям офицера штаба МФл № 1 (капитана 1 ранга Т. Омаэ), штаб не считал ситуацию угрожающей, так как радиоразведка не фиксировала радиообмена противника в зоне действия группировки. В связи с этим штаб МФл № 1 не организовал авиаразведку, а штаб группировки разрешил свободным вахтам подняться на палубу для проводов вылетающих групп.

#### Торпедное попадание
Несмотря на отсутствие надводных сил, на курсе сближения с противником силы группировки уже около суток скрытно сопровождались ПЛ № 218 Альбакор, на которой был неисправен автомат торпедной стрельбы, не позволяя выполнить атаку на значительном удалении от ордера. В конце концов командир ПЛ принял решение о перископной атаке на авианосец. в 06:30 19.6.1944 г. гидроразведчик ДЭМ № 2 (лидер Носиро) вновь обнаружил в море силы противника. К 08:00 ДАВ №1 подготовила и подняла дивизионный ударный вылет (до 130 машин , в т.ч. по две роты ИАЭ и ЛБАЭ и роту ТАЭ Тайхо), через десять минут после которого ПЛ № 218 Альбакор произвела шестью торпедами торпедную атаку по АВ Тайхо из точки 12°22′ с. ш. 137°04′ в. д..
В момент атаки в небе находились ударные группы ДАВ № 1 первого вылета. Вахта ВНОС Тайхо фиксировала, как один пикировщик (старшины С. Комацу и М. Куницугу)  спикировал на воду в правом вираже на удалении примерно 5 км от ордера. Как выяснилось позже, экипаж заметил с воздуха идущий в сторону группировки торпедный след и попытался остановить торпеду тараном . Торпедный след также фиксировался сигнальной вахтой ЭМ Акидзуки в охранении по правому борту флагмана, которая немедленно доложила об угрозе на флагман по каналу УКВ, который для поднятия авиации продолжал движение тем же курсом ходом 28 уз. В 08:10 одна из торпед поразила носовую часть правого борта корабля, ПЛ радировала в штаб о предположительном уничтожении АВ проекта Сёкаку.

#### Восстановление воздушного движения
После попадания корабль продолжил движение, зарываясь носом в воду и снизив ход до 26 уз. Благодаря активным действиям дивизиона вспомогательных систем БЧ живучести (контрзатопление кормовых отсеков левого борта) носовой крен был выровнен, и корабль сохранил возможность подъёма авиации. Из-за гидроудара на корабле вышел из строя носовой подъёмник: из-за срыва тросов с направляющих платформа с запаркованным И-0 в перекошенном состоянии застряла в верхнем ангаре ЛБАЭ на высоте 1 м от пола. Корабельным расписанием не предусматривалась возможность расклинки бронированной платформы (масса до 100 т) собственными силами, однако БЧ живучести получила непосредственный приказ комфлотом о восстановлении боеспособности корабля. По воспоминаниям офицера штаба МФЛ № 1 (капитан 1 ранга С. Сиояма), непрерывность палубы удалось восстановить примерно за час (к 09:20), построив в шахте подъёмника деревянные леса из имевшихся стройматериалов, на которых заподлицо с поверхностью палубы были размещены ряды скамей, стульев и столов ближайшей к шахте столовой личного состава. Для проверки прочности деревянной конструкции группа ударной авиации (ротный ТАЭ капитан-лейтенант Коно, пятёрка Тяньшаней, И-0 и пикировщик) получила приказ на взлёт. В 09:30 без вооружения и с минимальным запасом топлива группа взлетела по временной деревянной платформе и ушла на АВ Сёкаку. Через час после проверки временной платформы был начат подъём второго ударного вылета.

#### Борьба за живучесть
В момент подъёма ударного вылета стало ясно, что бензосистема сварной конструкции (бензоцистерны + бензопроводы) не выдержала гидроудара и была разгерметизирована при торпедном попадании в носовую оконечность. Попадавшая через пробоину забортная вода начала вытеснять выливавшийся авиабензин в трюмные отсеки, близлежащие отсеки боезапаса артБЧ и далее до нижнего ангара ИАЭ.  После обнаружения негерметичности было принято решение немедленно эвакуировать личный состав артБЧ из наполненных горючими парами отсеков артбоезапаса. Одновременно было подтверждено наличие протечек в ангаре № 2 (ИАЭ), который быстро заполнялся летучими парами и жидким авиабензином. В носовой оконечности был отдан приказ о включении членов экипажа в индивидуальные средства защиты, запрете курения и использования любых видов огня. Силами личного состава ТЭЧ в ангаре ИАЭ велись срочные работы по вентиляции и откачке бензина, чтобы не допустить протечек далее в наиболее горячие паропроизводительные отсеки. Работы значительно замедлялись запретом на применение любых электросистем и электроинструмента, значительным числом эвакуированных в соседние отсеки с отравлением парами бензина членов ТЭЧ и формированием новых спасательных партий Для экстренной вентиляции были подняты отсечные противопожарные жалюзи всех ангаров, опущена в корпус платформа кормового подъёмника и открыты бронедвери генераторных отсеков, спасательные партии начали разбивать иллюминаторы и выбрасывать в море бортовые вышибные панели ангаров.
Из-за опасности взрыва корабль прекратил приём авиации, кроме машин собственной ПВО и аварийных, однако в 14:00 по группировке было объявлено о гибели АВ Сёкаку от торпедной атаки (ПЛ № 244 Кавалла ВМС США). К 14:30 над группировкой появились первые возвращающиеся группы второго вылета, и флагман начал вынужденно принимать авиацию, несмотря на опасность взрыва, но через две минуты (через 4 часа после торпедной атаки) в носовых отсеках корабля произошёл мощнейший объёмный взрыв. В результате мгновенного разрушения полётной палубы корабль потерял возможность приёма авиации, и группы второго вылета начали экстренно уходить на АВ Дзуйкаку (в том числе тройка ИАЭ и Р-2 авиаБЧ Тайхо из почти пятидесяти вылетевших машин).

#### Причины взрывов
Воспоминания очевидцев с близлежащих кораблей о причинах и обстоятельствах аварии разнятся:
- по воспоминаниям вахтенного офицера АВ Тайхо (мл. лейтенант Т. Кондо) взрыв произошёл после посадки первой машины[110]
- очевидцы из состава ТЭЧ АВ Дзуйкаку считали, что при принятии группы ДАВ № 2 (Тяньшань с РЛС под прикрытием пятёрки И-0) последняя пятая машина[97] промахнулась мимо финишера и врезалась в заправленную и запаркованную на палубе группу ПВО[111]
- очевидцы с кр. I р. Хагуро считали, что причиной взрыва была авария Тяньшаня с РЛС.[68].
- другой возможной причиной называлась возможность проникновения бензина и паров в открытые генераторные выгородки, где они могли воспламениться от искрящих и перегретых электродвигателей[112][113][114].

#### Потери и разрушения
Внутренний взрыв причинил очень серьёзные разрушения носовой оконечности корабля: бронепалуба в носовой оконечности была взломана изнутри взрывами и столбами огня из ангаров, инструктировавший в момент взрыва дежурную смену ПВО ком. авиаБЧ (капитан 2 ранга Т. Ириса) был выброшен за борт и пропал без вести (сочтён погибшим). С КП шедшего в кильватере кр. I. Хагуро фиксировали огромные столбы огня в корпусе флагмана, разлетавшиеся бортовые панели ангаров, выброшенный в море личный состав ТЭЧ и вылетавшую из ангаров горящую авиатехнику..
Находившийся после ремонта шахты подъёмника в оперативном помещении КП капитан 2 ранга Т. Сиояма вспоминал, что по магнитуде взрыв был похож на удар землетрясения, и в штабе КП посчитали, что флагман попал под налёт стратегической авиации США. В районе носового подъёмника личный состав ТЭЧ был сброшен в море и убит взрывом. На КП была потеряна связь с постом энергетики и живучести ГЭУ, с которого вводилась в действие центральная пенная система пожаротушения>. Находившийся на связи на ЗКП ком. штурманской БЧ привёл в действие аварийную углекислотную систему в ангаре ИАЭ, которая не смогла справиться с объёмными пожарами.

#### Гибель корабля
- Ком. МФл № 1 ВМС вице-адмирал Д. Одзава

После взрыва носовой оконечности корабль резко застопорил ГЭУ и потерял ход. Причиной остановки ГЭУ стало повреждение систем центральной смазки и пожар подшипников главных валов. Не имея связи с ПЭЖ корабля, на КП сочли погибшим весь личный состав электромеханической БЧ, однако на самом деле в БЧ были выжившие (особенно в кормовой части), которые смогли покинуть корабль.
Охранение (кр. I р. Хагуро-ЭМ Вакацуки） получило приказ подойти к флагману, но не смогло выполнить его по причине продолжавшихся взрывов на палубе и в корпусе корабля.. Комфлотом (вице-адмирал Д. Одзава) не собрался оставлять корабль, но был вынужден сделать это под давлением офицеров штаба. Комфлотом и НШ (контр-адмирал К. Комура) единственным уцелевшим при взрыве флагманским катером были переданы на ЭМ Вакацуки, откуда перешли на кр. I р. Хагуро（16:06）.
На флагмане продолжались локальные взрывы и пожары, для снятия экипажа к нему начали подходить ЭМ Исокадзэ-ЭМ Хацудзуки и катера с кр. I р. Хагуро. ЭМ Исокадзэ пришвартовался к корме флагмана и начал приём раненых и обожжённых. Почти сразу после отшвартовки ЭМ Исокадзэ, флагман начал тонуть с сильным креном на левый борт. Корабль ушёл под воду в 16:28 в точке с координатами 12°05′ с. ш. 137°12′ в. д. (через два часа после взрыва носовой оконечности) вместе с оставшейся на борту авиатехникой (пятёрка ИАЭ, по четвёрке ТАЭ и ЛБАЭ).

### Периодика
- Мару, июнь 2011 г.. — Токио: Кодзин, 2011. — ISBN 978-4-499 4769816111./, Сио сёбо, 2016 нэн 6 гацу/丸 2011年 06月号 潮書房

### МатериалыНИИМинобороны Японии

#### Оперативные журналы
- Оперативные журналы МФл №1, март-ноябрь 1944 г.../Ref.C08030048700 Сёва 19 нэн 3 гацу 1-ти-～ Сёва 19 нэн 11 гацу 15 нити. Дайити кидо кантай сэндзи нисси/ Ref.C08030036200 『昭和19年3月1日～昭和19年11月15日　第1機動艦隊戦時日誌』。
- Оперативные журналы операции А 1944 г.. — 1944. /Ref. C08030769100 Сёва 17 нэн 6 гацу 1-ти-～ Сёва 19 нэн 6 гацу 30 нити. Аго сакусэн сэндзинисси сэтносёхо/Ref.C08030039800 『昭和17年6月1日～昭和19年6月30日　あ号作戦戦時日誌戦闘詳報』。

### На русском языке
- В. В. Сидоренко, Е. Р. Пинак. Японские авианосцы Второй Мировой. Драконы Перл-Харбора и Мидуэя.. — Москва: Эксмо, 2010. — 160 с. — ISBN 978-5-669-40231-1.

### На английском языке
- Ahlberg, Lars, Lengerer, Hans. Taiho vol. 1. — Gdansk: AJ-Press, 2004. — 112 с. — ISBN 83-7237-138-5.
- Tully, Anthony P. CombinedFleet.com IJN Taiho: Tabular Record of Movement. Kido Butai. Combinedfleet.com (январь 2007).
- Hans Lengerer. The aircraft carrier of the Shokaku class. — Mechanicsburg, MD: Conway Maritime Press, 2015. — С. 90—109. — ISBN 978-1591146001.